# Doreen Vennekamp
Doreen Vennekamp (* 5. April 1995 in Gelnhausen) ist eine deutsche Sportschützin. Im Schießen mit der Sportpistole wurde sie 2022 und 2023 Weltmeisterin.

## Werdegang
Doreen Vennekamp wuchs in Ronneburg im hessischen Main-Kinzig-Kreis auf, wo ihr Vater Pächter des Jagdreviers ist. Auch Doreen Vennekamp betreibt das Jagen als Hobby. Als Kind fing sie mit Ballett und Taekwondo an, bevor sie im Alter von 13 Jahren durch ein Vereinsfest zum Sportschießen kam. Ihr Heimatverein ist der SV Hubertus Hüttengesäß in Ronneburg. Später wurde Vennekamp außerdem Mitglied des SV Kriftel. Dort kam sie in Kontakt mit dem Schnellfeuerpistolen-Olympiasieger von 2016 Christian Reitz und dem Bundestrainer Schnellfeuerpistole Detlef Glenz. Glenz lobte Vennekamp später als bodenständige und „sehr strebsame junge Frau“. Vennekamp selbst bezeichnete sich als „perfektionistisch und ehrgeizig“. Die langjährige Pistolen-Bundestrainerin Barbara Georgi bescheinigte Vennekamp eine große mentale Stärke und nannte sie einen „totale[n] Wettkampftyp[en]“.
Vennekamp feierte als Pistolenschützin schnell Erfolge als Kreis-, Bezirks- und Hessenmeisterin. Ihre erste internationale Medaille gewann sie 2012 bei der Junioren-Europameisterschaft als Dritte. Mitte der 2010er-Jahre absolvierte sie einen freiwilligen Wehrdienst bei der Bundeswehr und wurde während dieser Zeit 2016 zweifache Militärweltmeisterin im Team mit Sandra Hornung und Michelle Skeries. 2018 stand sie als Zweite in Guadalajara zum ersten Mal auf dem Podest eines Weltcups. In der Folge etablierte sie sich unter den führenden Sportpistolenschützinnen der Welt. Bei den Weltmeisterschaften 2018 in Changwon gewann sie mit der Sportpistole über 25 Meter sowohl in der Einzelwertung als auch in der Teamwertung (mit Monika Karsch und Michelle Skeries) die Bronzemedaille.
Anfang 2020 zog Vennekamp von Hessen nach Thüringen, wo sie im Schießsportzentrum Suhl bessere Trainingsbedingungen vorfand und mit der Sportpistole elektronisch trainieren konnte. Sie qualifizierte sich für die Olympischen Sommerspiele in Tokio, die wegen der COVID-19-Pandemie auf den Sommer 2021 verschoben wurden, und erreichte dort im Finale über 25 Meter Sportpistole den siebten Platz. Zu dieser Zeit war Vennekamp als Sportsoldatin Feldwebel und Teil der Sportfördergruppe in Neubiberg. Im November 2021 siegte sie beim Weltcupfinale in Breslau im Sportpistolen-Einzelwettkampf. 2022 wurde Vennekamp in dieser Disziplin Europameisterin, nachdem sie den EM-Titel im Jahr zuvor bereits mit dem Team gewonnen hatte. Bei der Weltmeisterschaft 2022 in Kairo holte Vennekamp zusammen mit Christian Reitz Gold im Mixed-Wettbewerb mit der Standardpistole sowie jeweils Bronze im Sportpistolen-Einzel und -Team. Am gleichen Ort entschied sie wie im Vorjahr das Weltcupfinale für sich. Zum Abschluss der Saison 2022 stand sie auf dem ersten Platz der Weltrangliste.
Bei den Schieß-Weltmeisterschaften 2023 in Baku errang Vennekamp den Weltmeistertitel mit der Sportpistole. Sie schoss im Finale 40 Treffer und hatte einen außergewöhnlich großen Vorsprung von 9 Treffern auf die zweitplatzierte Olena Kostewytsch. Vennekamp gewann als erster deutscher Sportschütze seit 2014 einen Weltmeistertitel in einer olympischen Disziplin. Bei den Europaspielen sowie im Weltcup feierte sie 2023 weitere Podiumsergebnisse. Dazu zählte auch ein zweiter Platz beim Weltcup in Bhopal im Schießen mit der Luftpistole, das in den Jahren zuvor nicht als Vennekamps Paradedisziplin galt. Eine Jury aus Mitgliedern des Athleten- und Trainerkomitees sowie Fachjournalisten wählte sie zur Welt-Sportschützin des Jahres 2023. 2024 wurde Vennekamp nach weiteren vorderen Weltcupergebnissen für die Olympischen Spiele in Paris nominiert. Dort konnte sie im 10 Meter Luftpistole-Schießen den 20. Platz und im 25 Meter Sportpistole-Schießen den 13. Platz belegen.
Im März 2025 konnte Vennekamp mit ihren Schützenkoleginnen Monika Karsch und Susanne Neisinger die Silbermedaille bei den Europameisterschaften in Osijek holen.